# Brabant-Collectie

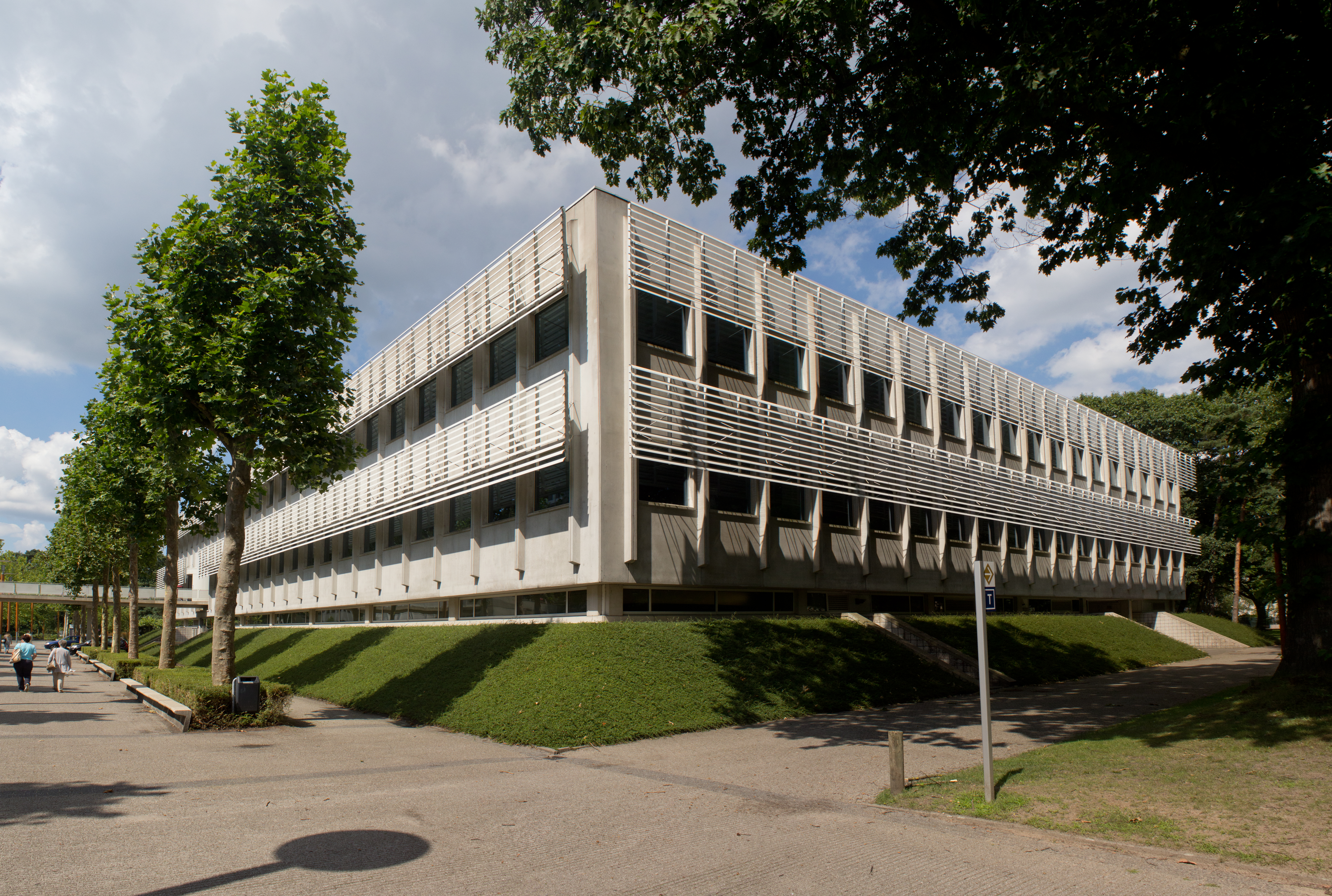
Het bibliotheekgebouw van de universiteit van Tilburg (building L).

De Brabant-Collectie is een verzameling over heden en verleden van Noord-Brabant en bestaat uit boeken, tijdschriften, handschriften, oude drukken, kaarten, prenten en tekeningen, kranten en foto's. De collectie is sinds 1986 ondergebracht in de universiteitsbibliotheek van de Tilburg University.

## Geschiedenis
De Brabant-Collectie is voortgekomen uit het op 8 maart 1837 in het Sociëteit Casino te 's-Hertogenbosch opgerichte Provinciaal Genootschap van Kunsten en Wetenschappen in Noord-Brabant. Het doel van het genootschap was “bevordering van kunsten en wetenschappen in het algemeen en meer in het bijzonder in de Provincie Noord-Brabant”. Enkele initiatiefnemers waren de Gouverneur van de provincie Baron Andreas van den Bogaerde van Terbrugge (1787-1855), dr. Cornelis R. Hermans (1805-1869) en Hendrik Palier (1785-1853). Dit genootschap werd later het Noordbrabants Genootschap. In 1986 is de oorspronkelijke collectie opgesplitst en op verschillende locaties ondergebracht. Het Noordbrabants Museum kreeg de kunstprenten en de boeken en tijdschriften over penningkunde, de charters zijn naar het Brabants Historisch Informatie Centrum (BHIC) gegaan en de overige stukken werden in bruikleen gegeven aan Tilburg University. Deze worden vanaf die datum onder de naam Brabant-Collectie bijeen gehouden.

## De collectie
De collectie is gevestigd in het bibliotheekgebouw van Tilburg University en is op vertoon van legitimatie toegankelijk. Onderdeel van de collectie zijn zo'n 15.000 foto's, prenten, kaarten, tekeningen en aquarellen plus 20.000 ansichtkaarten. De verzameling kaarten bevat veel unieke en bijzondere stukken. Ook bijna 1.000 handschriften en circa 2.000 oude brieven behoren tot de collectie. Bijzonder zijn de bijna 20.000 oude drukken van vóór 1901, waaronder een kerncollectie van 1.000 Brabantse drukken van vóór 1801.  
De Brabant-Collectie is daarnaast verantwoordelijk voor het beheer en behoud van de bijzondere collecties van theologie. 
In totaal bevat de Brabant-Collectie ongeveer 150.000 recentere werken over Noord-Brabant. 
Zoeken in de Brabant-Collectie.

## Verzamelbeleid
De Brabant-Collectie heeft een actief verzamelbeleid en streeft een zo groot mogelijke compleetheid na. De zwaartepunten binnen de collectie liggen op het terrein van lokale geschiedenis, (kunst)geschiedenis, volkskunde, heemkunde, historische geografie, genealogie, heraldiek en archeologie. Naast cartografie is Brabantse fotografie een speerpunt in het verzamelbeleid.